# AS圣卢克
AS圣卢克（AS Saint-Luc） 是一支位于民主刚果卡南加的足球俱乐部，目前为民主刚果最高级别联赛刚果民主共和国足球甲级联赛球队。（页面存档备份，存于）

## 球队战绩
- 西开赛省联赛冠军: 3次

2000, 2001, 2002

## 非战成绩
- 非洲优胜者杯: 参赛1次

2001 - 第二轮